# Morin de Toulon
Morin de Toulon, est un chimiste et naturaliste français, membre de l'Académie royale des sciences, né à Toulon, et mort en 1707.

## Biographie
On a peu d'informations sur ce savant. Il fit partie de l'Académie royale des sciences en 1693. Après la réforme de l'Académie royale des sciences, le 26 janvier 1699, il est nommé second membre associé botaniste le 28 janvier 1699.
Il s'est surtout intéressé à la minéralogie, a fait des recherches sur les imitations européennes de porcelaines chinoises et promettait plusieurs travaux chimiques quand il est mort, en 1707.
Dans son étude sur l'Académie royale des sciences, Alice Stroup a noté que Morin de Toulon n'a pas assisté à 53,7 % des réunions de l'Académie après 1699, ce qui supposait d'obtenir une dispense spéciale.

## Mémoires de l'Académie royale des sciences
- Observations sur une côte fossile, trouvée dans une carrière de Montmartre, en 1694, dans Mémoires de l'Académie Royale des Sciences depuis 1686 jusqu'à son renouvellement en 1699, tome 2, p. 208 (lire en ligne)
- Mine de fer malléable, en 1693, dans Mémoires de l'Académie Royale des Sciences depuis 1686 jusqu'à son renouvellement en 1699, tome 2, p. 183 (lire en ligne) ;
- Porcelaine, en 1694, dans ''Mémoires de l'Académie Royale des Sciences depuis 1686 jusqu'à son renouvellement en 1699, tome 2, p. 205 (lire en ligne) ;
- Azur des cendres bleues de la montagne d'Usson en Auvergne, et son usage dans la médecine, en 1694, dans Mémoires de l'Académie Royale des Sciences depuis 1686 jusqu'à son renouvellement en 1699, tome 2, p. 205.